# Urbanisme au Québec
L'urbanisme au Québec est la planification et la réalisation de l'aménagement des territoires urbains, ruraux et inhabités du Québec. Cette planification et réalisation s'inscrit, d'une part, dans un encadrement législatif et règlementaire du ministère des Affaires municipales, des Régions et de l'Occupation du territoire du Québec, d'autres ministères québécois sectoriels et, dans les cas où le territoire implique la compétence fédérale, du gouvernement du Canada, et, d'autre part, dans l'urbanisme opérationnel à l'intérieur d'actions spécifiques de production et de transformation de l'espace posées par les différents acteurs, que ce soit l'État, les municipalités, les développeurs, les particuliers ou différents groupes de la société civile. Depuis 1963, l’Ordre des urbanistes du Québec, qui assure la protection du public et la qualité de l’exercice de la profession d’urbaniste, est le gardien et le promoteur de la compétence professionnelle en aménagement du territoire et en urbanisme.

## Cadre législatif

### Juridictions et compétences
Le territoire du Québec se trouve sous la compétence de différentes juridictions, relevant le plus souvent de l'ordre provincial mais, suivant certaines autres dispositions constitutionnelles, peuvent être assujetti à l'ordre fédéral. Ainsi, en matière de territoire, la société civile est assujettie aux dispositions juridiques imposées par le gouvernement du Québec et les entités qui lui sont subordonnées, principalement les municipalités, les regroupements de municipalités et les organismes qui en dépendent. L'urbanisme et l'aménagement du territoire sont des compétences provinciales découlant que les affaires municipales et locales sont identifiées comme telles dans l'Acte de l'Amérique du Nord britannique de 1867. Toutefois, le gouvernement fédéral n'est pas assujetti, du point de vue strictement constitutionnel, à ces normes sur l'ensemble de ses propriétés. De la même façon, les territoires des réserves et établissements indiens, se trouvent hors du champ de compétence provinciale du fait que les habitants faisant partie des Premières nations relèvent de la compétence fédérale. Par contre, de grandes parties du territoire du Nord-du-Québec, où vit une importante communauté crie et inuit, se trouvent plutôt encadrés par les conventions entre le gouvernement du Québec et les représentants des Premières nations. De plus, certaines compétences fédérales peuvent avoir un effet important sur l'urbanisme québécois, par exemple en matière de cours d'eau ou de transport interprovincial et international.

### Loi sur l'aménagement et l'urbanisme
La Loi sur l'aménagement et l'urbanisme LAU (LRQ, c. A-19.1), est la principale loi de l'Assemblée nationale du Québec régissant l'encadrement de l'urbanisme au Québec. Cette loi, adoptée en 1979, est également à l'origine de la création des municipalités régionales de comté MRC.

### Législation et réglementation relative à l'environnement
Le Règlement sur le prélèvement des eaux et leur protection (RPEP), entré en vigueur le 14 août 2014 et remplaçant le Règlement sur le captage des eaux souterraines, exige une étude hydrogéologique préalable dans un rayon de deux kilomètres du site d'un forage d'exploration ou d'exploitation pétrolière ou gazière. Ce règlement comprend également des allègements des obligations des agriculteurs en matière d'épandage de matières fertilisantes, de stockge de déjections animales ou de compost, Il oblige également une étude de l'impact économique sur les activités agricoles par les municipalités dans les cas de nouveaux prélèvements d'eau.

## Instruments d'urbanisme

### Schémas d'aménagement
Les communautés métropolitaines sont chargées de confectionner un plan métropolitain d'aménagement et de développement pour l'ensemble de leur territoire. Les municipalités régionales de comté doivent également élaborer et adopter un schéma d'aménagement sur leur territoire.

### Plans d'urbanisme
Les municipalités sont tenues d'adopter et de mettre à jour un Plan d'urbanisme en conformité avec le schéma d'aménagement de la municipalité régionale de comté et de la communauté métropolitaine dont elles font partie.
Les comités consultatifs d'urbanisme sont responsables dans chacune des municipalités de vérifier la conformité au plan d'urbanisme dans l'exercice du pouvoir discrétionnaire.